# I. Kázmér lengyel fejedelem
I. Kázmér, más néven Megújító Kázmér (lengyelül: Kazimierz I Odnowiciel, Mnich), (1016. július 25. – 1058. november 28.), Piast dinasztiából származó herceg, II. Mieszko Lambert és felesége Lotaringiai Richeza fia, lengyel uralkodó. 1034 és 1039 között valószínűleg száműzetése miatt akadályozva volt az uralkodásban, az ország pedig krízisbe került.
Kázmér nem merte magát megkoronáztatni Lengyelország királyává, valószínűleg az erős belső és külső nyomás miatt.

## Élete
Viszonylag keveset tudunk Kázmér fiatalkoráról. Gyermekkorát a II. Mieszko fiaként minden bizonnyal Gnieznóban, a lengyel királyi udvarban töltötte. Mieszkót Lengyelország királyává 1025-ben apja halála után koronázták. A főurak azonban féltek attól, hogy egyetlen uralkodó legyen az egész királyságban. Ez a helyzet súrlódásokhoz vezetett az országban, melynek során Mieszko fivérei a király ellen fordultak és II. Konrád német-római császár hadai megtámadták az országot, és elfoglalta Lausitzot. Több éves káosz és zavargások következtek, ezalatt Mieszko gyanús körülmények között meghalt (1034), miután erőszakkal lemondatták, majd rövid ideig újra visszaszerezte trónját. Minthogy testvérei korán elhaltak, a közben szerzetesnek állt Kázmér pápa diszpenzációval elfoglalhatta a trónt.
Miután férje meghalt, Richeza valószínűleg gyámkodott fia felett. 1037-ben forradalom tört ki ellenük és mire Kázmér Párizsba, majd Clunybe menekült, ahol a bencések tanították.
Az ország anarchiába süllyedt. A nagy-lengyelországi nemesek és egyház ellen felkelők a pogány újjáéledését hozták magukkal. Mazóvia is elszakadt és egy helyi hűbérúr, Miecław területén új államot alapított rajta. Hasonló helyzet alakult ki Pomerániában, ahol a hatalmat egy, a Piastokkal távoli rokonságban álló helyi dinasztia vette át. I. Břetislav cseh fejedelem észlelve a lengyelországi zűrzavart, kihasználta szomszédja gyengeségét és megtámadta az országot. Rövid küzdelem után elfoglalta Sziléziát és Kis-Lengyelországot, kifosztotta Nagy-Lengyelországot, földig égetve Gnieznót és elrabolva Szent Adalbert ereklyéit.

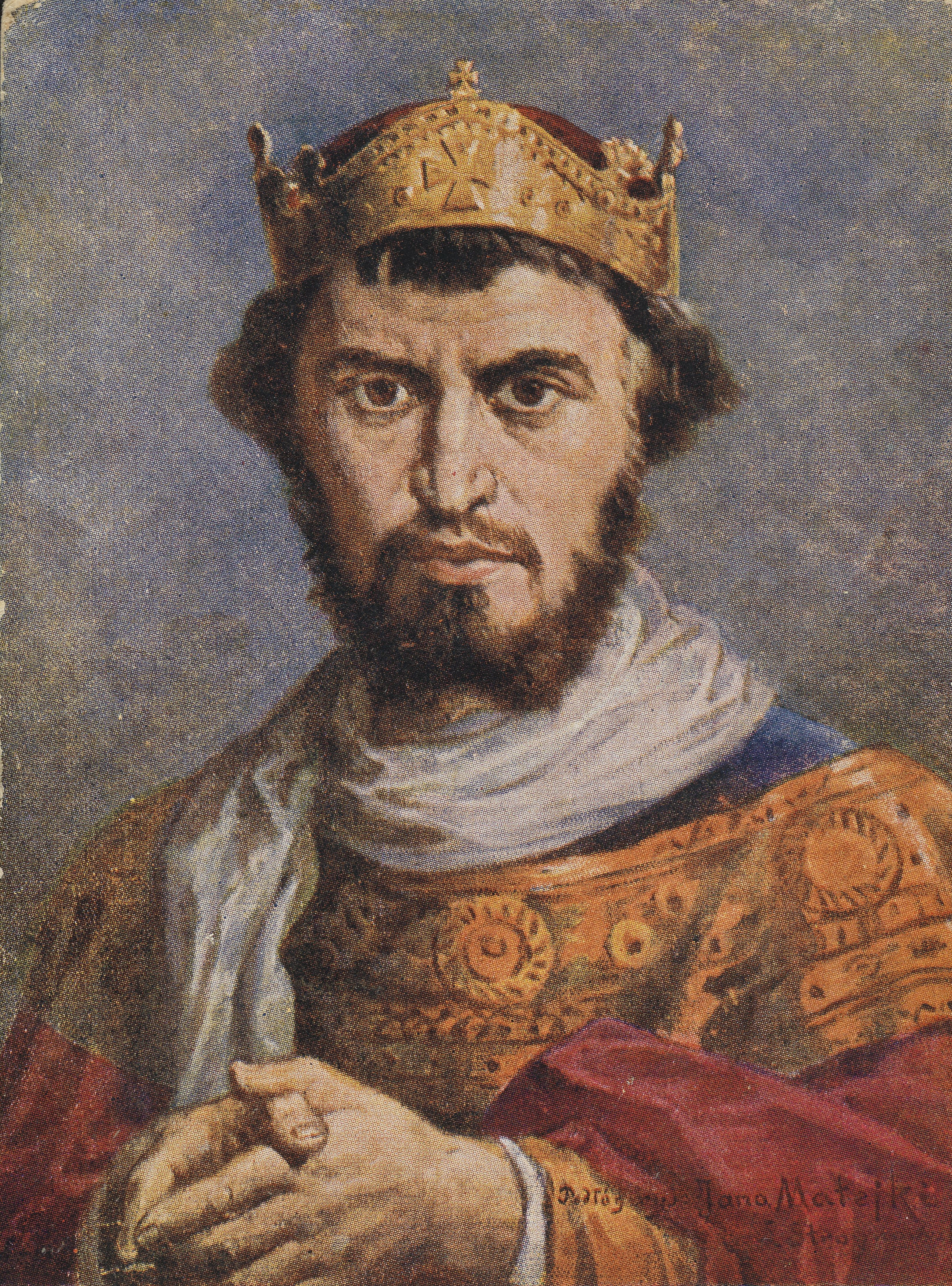
I. Kázmér (Jan Matejko festményének részlete)

II. Konrád és III. Henrik német-római császárok segítették Kázmért trónja visszaszerzésében, Henrik még szövetséget is kötött a száműzött lengyel uralkodóval a csehek ellen. Henrik 1041-ben állította helyre Kázmér uralmát, aki Kázmér egy 1000 nehéz gyalogosból álló csapatot és jelentős mennyiségű aranyat adott, hogy megerősítse uralmát az országban.
Háborúba keveredett a vadlelkű poroszokkal is, akiket sikerült leigáznia és évi adóra köteleznie. Viszont Bölcs Jaroszlávval, a kijevi Rusz nagyfejedelmével is szövetséget kötött. A szövetséget azzal pecsételték meg, hogy Kázmér feleségül vette Jaroszláv húgát, Maria Dobronegát. Ilyen támogatással Kázmér visszatért Lengyelországba, és visszaszerezte legtöbb Mazóviát és Pomerániát. 1041-ben a kudarcot vallott Břetiszláv Regensburgban egyezményt írt alá, melyben lemond minden lengyel földről Szilézia kivételével, melyet a cseh koronához akart csatolni. Ez Kázmér sikere volt a királyi hatalom megszilárdításában és a belharcok befejezésében, ezért hívják „megújítónak”
Az egyezmény Kázmérnak egy ideig békét hozott a déli határon és Lengyelország fővárosát áthelyezték Krakkóba, az egyetlen fontosabb lengyel városba, melyet viszonylag  nem érintették a háborúk. Valószínű, hogy a német-római császár meg volt elégedve azzal, hogy az erőegyensúly visszaállt a régióban és arra kényszerítette Kázmért, hogy ne koronáztassa magát Lengyelország királyává. 1046-ban Henrik császár királyi és császári udvart tartott  Merseburgban és Meißenben, befejezésül lovagi tornát rendeztek a Dux Bomeraniorum (Pomeránia hercege), I. Břetislav cseh fejedelem és I. Kázmér között. 1047-ben Kázmér kijevi szövetségesével megtámadta Mazóviát, és elfoglalta. Valószínű, hogy Miecław pomerániai szövetségeseit is legyőzte és Gdańskot Lengyelországhoz csatolta. Mindez biztosította hatalmát Közép-Lengyelországban. Három évvel később, a császár akarata ellenére[forrás?] Kázmér elfoglalta a cseh uralom alatti Sziléziát, így visszaszerezte apja birodalmának legnagyobb részét. 1054-ben Quedlinburgban a császár úgy döntött, hogy Szilézia maradjon lengyel kézen, évi 117 kg ezüst és 7 kg arany hűbérdíj fejében.
Ebben az időben Kázmér a belügyekre összpontosította figyelmét. Miután konfliktusba került a császárral Szilézia ügyében, az invesztitúraharcban a pápa mellé állt, így az egyház támogatását élvezte. Visszaállította a lengyel központi kormányzatot, újjáélesztette az egyházat, és leverte a pogány törzseket. Több kolostor alapítása fűződik nevéhez. Hogy megerősítse hatalmát, újra alapította a krakkói és wrocławi püspökséget és új katedrálist épített a Wawelben. Kázmér uralkodása alatt bevezették a címerek adományozását Lengyelországban, és ellentétben elődeivel, támogatta a földdel rendelkező kisnemeseket tömegbázisaképpen. Egyik reformja az volt, hogy bevezette a feudalizmus legfontosabb elemét: hűbérbirtokot biztosított katonai kíséretének tagjai számára, ez fokozatosan átformálta őket középkori lovagokká.
Bár Lengyelország uralkodója volt, sohasem koronázták királlyá és uralkodásának idején az ország ismét a németek hűbérese lett.

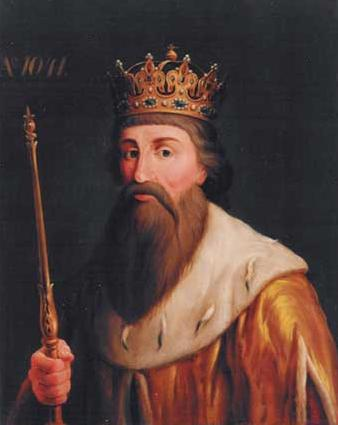
I. Kázmér

## Családja
| 4. Vitéz Boleszláv †1025. június 17. |  |                                           |  |  |                                           |
|                                      |  | 2. II. Mieszko Lambert †1034. május 10.   |  |  |                                           |
| 5. Emnilda Słowiańska †1017          |  |                                           |  |  |                                           |
|                                      |  |                                           |  |  | 1. I. Megújító Kázmér †1058. november 28. |
| 6. Lotaringiai Ezon †1034. május 21. |  |                                           |  |  |                                           |
|                                      |  | 3. Lotaringiai Richeza †1063. március 21. |  |  |                                           |
| 7. Római Matilda †1025. november 4.  |  |                                           |  |  |                                           |
|                                      |  |                                           |  |  |                                           |

Felesége
- valószínűleg 1041-től Maria Dobroniega ( †1087) – I. Nagy Vlagyimir lánya.

Utódai
- Merész Boleszláv (sz. 1042 körül – †1081. vagy 1082. III. 22.) – Lengyelország fejedelme (1058-1076), Lengyelország királya (1076-1079)
- I. Ulászló Hermann (sz. 1043 körül – †1102. VI. 4.) – Lengyelország fejedelme (1079-1102)
- Świętosława Swatawa (sz. 1048 – †1126. IX. 1.) – II. Vratiszláv felesége (sz. 1031 után – †1092) a Přemysl dinasztiából, olomouci herceg (1055-1056, 1058-1061), Csehország hercege (1061-1085), Csehország királya (1085-1092)
- Mieszko (1045 – 1065)
- Otto (sz. 1047 vagy 1048 – †valószínűleg 1048)